# Robbers
‘Robbers’는 잉글랜드의 록 밴드 The 1975의 노래로, 정규 1집의 여섯 번째 싱글로 2014년 5월 26일 발매하였다.

## 배경
노래의 콘셉트는 불행한 도둑의 이야기로, 1993년 개봉한 트루 로맨스에서 영감을 받았으며, 특히 퍼트리샤 아켓의 캐릭터인 앨라배마 월리가 영향을 끼쳤다.
발매 후 영국 싱글 차트에서 179위로 올랐다.

## 뮤직 비디오
‘Robbers’의 공식 뮤직 비디오는 2014년 4월 27일 공개되었다. 팀 마티아가 감독하였다. 캘리포니아주 태프트에서 촬영하였다.

## 차트

### 주간 차트
| 차트 (2014)                | 최고 순위 |
| -------------------------- | --------- |
| 영국 싱글 차트 (OCC)       | 179       |
| 벨기에 (울트라팁 플랑드르) | 65        |

### 인증
| 국가                               | 인증 | 판매량/출하량 |
| ---------------------------------- | ---- | ------------- |
| 영국 (BPI)                         | 골드 | 400,000       |
| 미국 (RIAA)                        | 골드 | 500,000       |
| 판매량+스트리밍을 기반으로 한 인증 |      |               |

## 크레딧
크레딧은 라이너 노트에서 발췌하였다.
The 1975
- 매튜 힐리 - 보컬, 기타
- 애덤 한 - 기타
- 조지 대니얼 - 드럼
- 로스 맥도널드 - 베이스 기타

추가 크레딧
- 마이크 크로시 - 믹싱, 프로듀싱
- 마이크 스핑크 - 엔지니어링
- 조너선 길모어 - 프로툴 엔지니어링, 추가 프로그래밍
- 로빈 슈미트 - 마스터링

## 발매 일정
| 지역 | 날짜            | 포맷                   | 레이블    |
| ---- | --------------- | ---------------------- | --------- |
| 영국 | 2014년 5월 26일 | 컨템포러리 히트 라디오 | 더티 히트 |

## 같이 보기
- The 1975 (음반)